# IJselhaven
De IJselhaven is een vooroorlogse haven in Nieuw-Mathenesse in Rotterdam-West. De IJselhaven is gegraven tussen 1912 en 1915 en ontworpen voor de overslag van stukgoed.
Na de ontwikkeling van de Eemhaven en de opkomst van de container is de stukgoedoverslag in de IJselhaven teruggelopen. Het gebied is opnieuw ingericht en sinds 1985 is hier de European Juice Terminal (EJT) gevestigd. EJT beschikt over 16 roestvrijstalen tanks van 1000 ton voor sinaasappelconcentraat, dat uit Brazilië wordt aangevoerd.

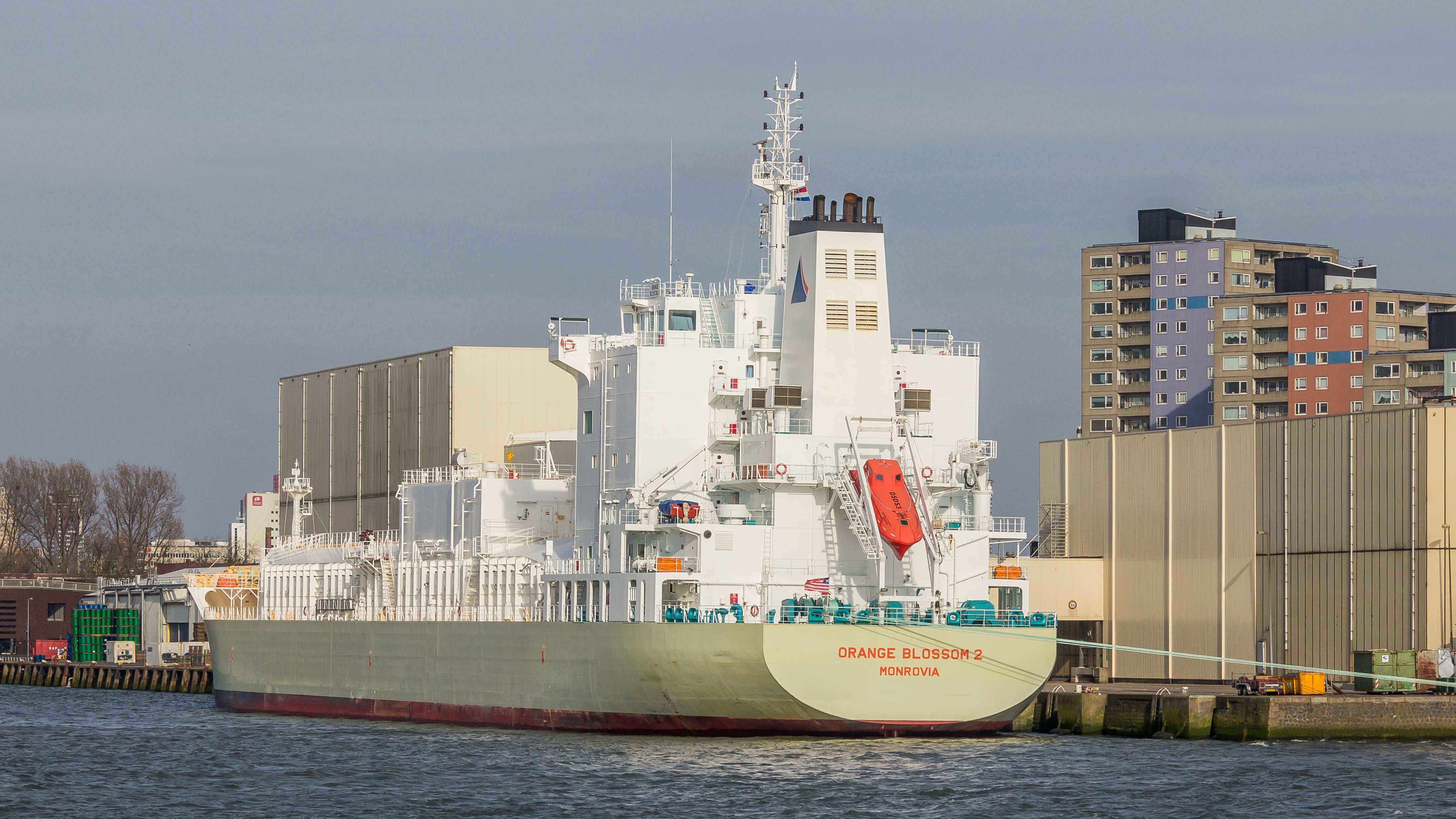
De vruchtensap tanker Orange Blossom 2 in de IJselhaven

Op de pier tussen de IJsel- en de Koushaven is ook de Holland International Warehousing (Hiwa) gevestigd. Hiwa heeft diepvriesloodsen die worden gebruikt voor de op- overslag van diepgevroren fruit, vlees, vis en boter. Direct naast dit terrein ligt de woonwijk Schiemond.